# 尤寧鎮區 (阿肯色州格林縣)
尤寧鎮區（英語：Union Township）是位於美國阿肯色州格林縣的一個行政鎮區。

## 地方資料
尤寧鎮區的面積為82.25平方千米，當中陸地面積為82.07平方千米，而水域面積為0.18平方千米。根據2010年美國人口普查的數據，當地共有人口2587人，而人口密度為每平方千米31.45人。